# Riu Ebrón
El riu Ebrón és un afluent del Túria que naix al pic Jabalón, en el municipi de Jabaloyas (Serra d'Albarrasí, Aragó), al sud dels Monts Universals. El municipi del Cuervo és el darrer municipi aragonés abans d'endinsar-se a la comarca valenciana del Racó d'Ademús, on travessa els municipis de Castellfabib i Torre Baixa per a desembocar al Túria en Ademús.
El tram aragonés destaca pel paratge dels Estrets de l'Ebrón, un congost geològicament interessant pels vertiginosos ponts naturals de pedra que comuniquen les dues ribes. Es tracta de formacions càrstiques formades per l'acció del riu. Un sender ben acondicionat permet la seua visita des dels municipis de Tormón o el Cuervo.
Històricament, el curs del riu va comptar amb un bon nombre molins fariners, alguns dels quals es remunten al segle xiii, com el molí de la Vila de Castielfabib. En les seues ribes també es va instal·lar el Convent de Sant Guillem de Castellfabib. El seu curs, flanquejat de cultius de regadiu escalonats en bancals (ja documentats pel botànic Cavanilles), és molt profund. Més recentment, a principis del segle xx, es va instal·lar una de les centrals elèctriques pioneres a la vila de Castellfabib, en la comarca del Racó d'Ademús.